# Stepove, Haisîn
Stepove (în ucraineană Степове) este un sat în comuna Mîtkiv din raionul Haisîn, regiunea Vinnița, Ucraina.

## Demografie
Componența lingvistică a localității Stepove
     Ucraineană (96,77%)
     Rusă (3,23%)
Conform recensământului din 2001, majoritatea populației localității Stepove era vorbitoare de ucraineană (96,77%), existând în minoritate și vorbitori de rusă (3,23%).